# Cealga
Cealgaua sau cialgaua (bulgară чалга) este o formă de muzică populară având originile în Bulgaria, care încorporează o combinație a influențelor arăbești, turcești, grecești, rome și balcanice. Turbo-folkul sârb și manelele românești sunt genuri înrudite.